# Các quốc gia Celt

Sáu quốc gia Celt
Scotland
Ireland
Đảo Man
Wales
Cornwall
Bretagne

Những quốc gia Celt (tiếng Anh: Celtic nations) là những vùng lãnh thổ nơi ngôn ngữ Celt hay văn hóa Celt vẫn tồn tại. Thuật ngữ "quốc gia" ở đây được sử dụng để chỉ những người cùng chia sẻ một văn hóa chung và gắn bó với một vùng lãnh thổ. Nó không đồng nghĩa với "quốc gia có chủ quyền".
Sáu vùng thường được xem là sáu quốc gia Celt là Bretagne hay Brittany (Breizh), Cornwall (Kernow), Wales (Cymru), Scotland (Alba), Ireland (Éire), và Đảo Man (Mannin). Mỗi vùng có một ngôn ngữ Celt riêng, hiện vẫn được sử dụng hoặc chí ít từng được sử dụng ở thời kì hiện đại.
Trước thời bành trướng của La Mã cổ đại, của những dân tộc German và Slav, một phần đáng kể của châu Âu được được người Celt thống trị, để lại phía sau những nét văn hóa Celt. Những vùng lãnh thổ tây bắc Iberia—đặc biệt là Galicia, Bắc Bồ Đào Nha và Asturias; về mặt lịch sử được gọi là Gallaecia, tại vùng trung-bắc Bồ Đào Nha và Bắc Tây Ban Nha—đôi khi được cho là quốc gia Celt vì văn hóa và lịch sử của chúng. Tuy nhiên, không như các quốc gia Celt còn lại, không có ngôn ngữ Celt nào hiện diện tại đây vào thời hiện đại.

## Sáu quốc gia Celt
Mỗi vùng có một ngôn ngữ Celt riêng. Tại Wales, Scotland, Bretagne, và Ireland, những ngôn ngữ này được nói suốt từ xưa tới nay, còn ngôn ngữ của Cornwall và Đảo Man dù được sử dụng vào thời hiện đại nhưng đã tuyệt chủng như một ngôn ngữ giao tiếp cộng đồng. Tuy vậy, tại hai vùng trên, các phong trào phục hồi ngôn ngữ đã giúp những thứ tiếng này sản sinh ra một lượng nhất định người bản ngữ mới.
Ireland, Wales, Bretagne và Scotland có những khu vực mà ngôn ngữ Celt được dùng hàng ngày, bởi đa số dân cư – chúng được gọi là Gaeltacht tại Ireland; Y Fro Gymraeg tại Wales, và Breizh-Izel tại Bretagne. Thường khi những cộng đồng này nằm ở phía tây của "quốc gia" và ở vùng núi cách biệt hay đảo. Từ Gàidhealtachd về mặt lịch sử dùng để phân biệt dùng vùng nói tiếng Gael Scotland (Highland) với vùng nói tiếng Scots (Lowland). Gần đây hơn, thuật ngữ này trở thành tên tiếng Gael của khu vực hội đồng Highland (gồm cả nơi không dùng tiếng Gael). Vì thế, thuật ngữ chi tiết hơn sgìre Ghàidhlig hiện được sử dụng.
Ở Wales, tiếng Wales là một môn học trọng tâm (bắt buộc), mà tất cả học sinh phải học. Thêm vào đó, 20% học sinh tại Wales theo học các trường medium tại Wales, nơi họ dạy hoàn toàn bằng tiếng Wales. Tại Cộng hòa Ireland, tất cả học sinh học tiếng Ireland như một trong ba môn chính cho tới tận cuối trung học.

## Ngôn ngữ Celt
Bảng dưới đây cho thấy dân số của mỗi quốc gia Celt và số người có thể nói ngôn ngữ Celt ở mỗi quốc gia. Tổng số người định cư tại các nước Celt là 19.596.000 và, trong đó, tổng số người nói ngôn ngữ Celt là 2.818.000 (14,3%).
| Quốc gia | Tên Celt            | Ngôn ngữ Celt                  | Người                              | Dân số                                                        | Số người nói tiếng Celt                                                                                            | Phần trăm dân số           |
| -------- | ------------------- | ------------------------------ | ---------------------------------- | ------------------------------------------------------------- | --- | -------------------------- |
| Ireland1 | Éire                | Tiếng Ireland (Gaeilge)        | Người Ireland (Éireannaigh, Gaeil) | 6.399.115 (Cộng hòa Ireland 4.588.252, Bắc Ireland 1.810.863) | tổng cộng 1.944.353: — Ireland: 1.904.958 (ChI 1.774.437, BI 130.521) — Hoa Kỳ: 30.000 — Canada: 7.500 — Úc: 1.895 | 29.7% (ChI 38,6%, BI 7,2%) |
| Wales    | Cymru               | Tiếng Wales (Cymraeg)          | Người Wales (Cymry)                | 3.000.000                                                     | tổng cộng 750.000+: — Wales: 611.000 — Anh: 150.000 — Argentina: 5.000 — Hoa Kỳ: 2.500 — Canada: 2.200             | 21,7%                      |
| Bretagne | Breizh              | Tiếng Breton (Brezhoneg)       | Người Breton (Breizhiz)            | 4.300.000                                                     | 206.000 | 5%                         |
| Scotland | Alba                | Tiếng Gael Scotland (Gàidhlig) | Người Scots (Albannaich)           | 5.313.600                                                     | 92.400 | 1,2%                       |
| Cornwall | Kernow              | Tiếng Cornwall (Kernowek)      | Người Cornwall (Kernowyon)         | 500.000                                                       | 2.000 | 0,1%                       |
| Đảo Man  | Mannin Ellan Vannin | Tiếng Man (Gaelg)              | Người Man (Manninee)               | 84.497                                                        | 1.662 | 2,0%                       |

- 1 Cờ của Cộng hòa Ireland được dùng bởi Liên minh Celt để thể hiện Ireland, dù không có cờ nào được chấp nhận để thể hiện toàn đảo ở mọi mặt.

Trong sáu thứ tiếng trên, ba thuộc nhánh Goidel hay Gael (Ireland, Man, Gael Scotland) và ba thuộc nhánh Brython hay Britton (Wales, Cornwall, Breton). Tên của mỗi quốc gia trong các thứ tiếng cho thấy sự tương đồng và khác biệt giữa chúng:
| (tên)             | tiếng Ireland (Gaeilge) | tiếng Gael Scotland (Gàidhlig) | tiếng Man (Gaelg)   | tiếng Wales (Cymraeg) | tiếng Cornwall (Kernowek) | tiếng Breton (Brezhoneg) |
| ----------------- | ----------------------- | ------------------------------ | ------------------- | --------------------- | ------------------------- | ------------------------ |
| Ireland           | Éire                    | Èirinn                         | Nerin               | Iwerddon              | Iwerdhon                  | Iwerzhon                 |
| Scotland          | Albain                  | Alba                           | Nalbin              | yr Alban              | Alban                     | Alban/Skos               |
| Mann Đảo Man      | Manainn Oileán Mhanann  | Manainn Eilean Mhanainn        | Mannin Ellan Vannin | Manaw Ynys Manaw      | Manow Enys Vanow          | Manav Enez Vanav         |
| Wales             | an Bhreatain Bheag      | a' Chuimrigh                   | Bretyn              | Cymru                 | Kembra                    | Kembre                   |
| Cornwall          | an Chorn                | a' Chòrn                       | y Chorn             | Cernyw                | Kernow                    | Kernev-Veur              |
| Bretagne          | an Bhriotáin            | a' Bhreatainn Bheag            | y Vritaan           | Llydaw                | Breten Vian               | Breizh                   |
| Đại Anh           | an Bhreatain Mhór       | Breatainn Mhòr                 | Bretyn Vooar        | Prydain Fawr          | Breten Veur               | Breizh Veur              |
| các quốc gia Celt | náisiúin Cheilteacha    | nàiseanan Ceilteach            | ashoonyn Celtiagh   | gwledydd Celtaidd     | broyow keltek             | broioù Keltiek           |
| các ngôn ngữ Celt | teangacha Ceilteacha    | cànain/teangan Cheilteach      | çhengaghyn Celtiagh | ieithoedd Celtaidd    | yethow keltek             | yezhoù Keltiek           |